# تنغیر
تنغیر (به فرانسوی: Tinghir) یک شهر در مراکش است که در استان تنغیر واقع شده‌است. تنغیر ۴۲٬۰۴۴ نفر جمعیت دارد.